# Guess Who's Back?
Guess Who's Back? è un album compilation del rapper statunitense 50 Cent, pubblicato il 26 aprile 2002 per l'etichetta indipendente Full Clip Records negli Stati Uniti. L'album è stato prodotto da Trackmasters, DJ Clark Kent, Sha Money XL, Red Spyda e Terence Dudley. Guess Who's Back? è riuscito ad arrivare sino alla ventottesima posizione della classifica Billboard 200.

## Tracce
1. Killa Tape (Intro) - 2:58
2. Rotten Apple - 4:26
3. Drop (skit) - 0:16
4. That's What's Up - 4:09
5. U Not Like Me - 4:10
6. 50 Bars - 3:33
7. Life's on the Line - 3:38
8. Get out the Club - 4:22
9. Be a Gentleman - 2:40
10. Fuck You - 3:55
11. Too Hot - 3:45
12. Who U Rep With - 4:21
13. Corner Bodega - 1:34
14. Ghetto Qua Ran - 4:29
15. As The World Turns - 4:20
16. Whoo Kid Freestyle - 1:15
17. Stretch Armstrong Freestyle - 1:19
18. Doo Wop Freestyle - 2:25